# Julie Watai
Julie Watai（ジュリ ワタイ、1979年8月7日 - ）は、大阪府出身のフォトグラファー、クリエーター、アーティスト、DJ、歌手である。芸能プロダクション「クレメンテ」から、現在はカフナロックに所属。
かつて恵美奈マコ名義でアイドル活動を、天野あい名義でタレント活動をしていた。グラビアアイドルやレースクイーンの経歴もある。

## 経歴
小学生の頃からコスプレをし、BL同人作家活動をしていた。1998年、おそらく日本ではじめてコスプレCD-Rをコミケで販売したコスプレイヤーだった。愛読書はゲームラボ。
恵美奈マコ名義で2000年にアルバム『CANDY DOLL』をリリース、2001年にはアイドルグループ「ピカピカ」のメンバーの1人として「ウルトラメンゴ!!」をリリース、ピカピカは2002年12月29日で活動を停止した。
その後カメラマンとなり、24歳でイタリアに渡る。2006年にJulie Watai（ジュリ ワタイ）名義でイタリアの美術書籍出版社DRAGO&ARTSから写真集『SAMURAI GIRL』を出版、ニューヨークのMOMAに置かれるなど世界的に販売される。
タレント的活動をしていることは伏せられていたが、イメージDVDの発売を機に自身の夕刊フジでの連載「萌えキュンダイアリー」、SANKEI EXPRESS「Julieダイアリー」にて天野あい名義でグラビアアイドルとしてデビューしたことを告白した。
2009年5月よりテクノポップユニットCutie Paiの新メンバーとして加入。活動内容はVJ。ただし、現在はサポートメンバー。Omodaka（寺田創一）の、臨時ライブVJとしても巫女姿でステージ出演する。
2009年、iPhoneアプリで「遊べる写真集 Pixel Love」をプロデュース。ディレクション・写真・楽曲を制作。
2009年、世界最大のゲームイベント「DreamHack」（スウェーデン）にて、チップチューンの大御所アーティストHally（田中治久）と共に「JulieHally」としてライブ出演したのをきっかけにチップチューンアーティストとしても活動を開始する。
2010年、国立新美術館のメディア芸術祭にて八谷和彦、千房けん輔（exonemo）、鹿野護（WOW）らと、iPhoneアプリ作品のプレゼンテーションを行う。
2010年9月18日、2冊目の写真集『はーどうぇあ・がーるず』（コノハナブックス発行）を出版。
2012年2月、Julie Wataiを編集長として『HARDWARE GIRLS MAGAZINE』が刊行される。4月、美島豊明とマスヤマコム（桝山寛）の音楽ユニット「mishmash」にボーカルとして参加、mishmash＊Julie Wataiとして「恋のタマシイ」をリリース。
2014年4月、南波志帆、Dr.Usui（MOTOCOMPO、(M)otocompo）、岸田メル、フレネシ、Julie Wataiによるクリエイターズユニット「xxx of WONDER」（オブ・ワンダー）を結成。6月には1stミニアルバム「WONDER of WONDER」が発売された。
2017年6月、甲南女子大学メディア表現学科の第47回クリエーターズフォーラムで講演を行う。
2019年7月20日、大阪市生野区にたこ焼き屋「DELTAKO」を開店する。

## 人物
Julie Watai（ジュリワタイ）という別名でアーティスト活動をしている。タレント的活動をしていることは伏せられていたが、イメージDVDの発売を機に自身の夕刊フジでの連載「萌えキュンダイアリー」、SANKEI EXPRESS「Julieダイアリー」にて天野あい名義でグラビアアイドルとしてデビューしたことを告白した。「夕刊フジ」「SANKEI EXPRESS」（いずれも関西版のみ）で毎週作品とコラム連載をしている他、バンダイのファッションドール「桜奈」×三菱自動車i（アイ）コラボレーション展で写真提供するなど、マルチアーティストとしても高い才能を評価されている。
趣味はコスプレ、テレビゲーム（PC8801などのPCゲームマニア）。特技は美少女フィギュアの相場などが分かること、写真撮影（EOS5D Mark2、EOS5D所有）など。
電子工作にも長けており、秋葉原にある「はんだづけカフェ」での作業風景をUstreamで配信を行ったりしている。作業着は戦闘服でもあるメイド服の場合もある。
ネットアイドルでありコスプレイヤーの「うしじまいい肉」や様々なアキバ系カルチャーの作品に影響を与えるなど、アンダーグラウンドのオタク文化に貢献した功績が評価される人物である。
年齢は非公表とされていたが、2009年8月20日放送の『笑っていいとも!』の「出たいドル!デラックス」のコーナーでマネージャー及び本人自らが現在30歳である事を発表した。

## 作品集
- 『SAMURAI GIRL』 DRAGO AND ARTS（輸入書籍）、2006年、ISBN 978-8888493275
- 『はーどうぇあ・がーるず』 コノハナブックス、2010年、ISBN 978-4864030229[9]
- 『トーキョー・フューチャー・クラシック』DU BOOKS、2016、ISBN 978-4907583767[10]

## 連載
- 「萌えキュンダイアリー」（夕刊フジ西日本版、2008年 - 2014年）[1]

## 出演

### バラエティ
- ABCヴィーナスバトル（2006年、ABC）
- 恋愛バラエティ ピンどん（2006.10 - 2006.12、KTV）
- レディス4（テレビ東京）
- 乙音の部屋（2009年4月2日、5月4日、エンタ!371）[11]
- 爆笑問題のドッキリ パニックフェイス王（2009.05、TBS）
- 笑っていいとも!（2009.08.20、フジテレビ 「出たいドル!デラックス」）
- 『ぷっ』すま（2009年、テレビ朝日）
- お願い!ランキング（2010年、テレビ朝日）
- 東京カワイイTV（2010年、NHK総合）
- ドリームクリエーター（2011年、テレビ東京）
- 探検バクモン（2016年10月5日、NHK総合）- ジュリ・ワタイ名義で出演

### CM
- ウォーターゾーン・カリビアンリゾート エキスポランド（2007年）
- DMM.COM（2007年2月 - ）
- 南海部品（2008年4月 - 5月）
- バンダイナムコゲームス『有罪×無罪』（2009年6月 - ）

### ラジオ
- Julie Watai HARDWARE GIRLS RADIO（2013年 - 、ソラトニワ銀座）

### DVD
- 『天野あい Love Potion〜媚薬〜』（2007年8月24日 トリコ）
- 『PLASTIC CANDY』（2009年 オルスタック・ピクチャーズ）
- 『CARA』（2009年 デジワークス）
- 『あいちゃんねる』（2009年11月21日 トリコ）
- 『ヌーディーリミット』（2010年9月25日 エアーコントロール）

### 歌唱提供
- 『サルゲッチュ』サルアイトーイ 大騒ぎ!ウッキウッキゲームてんこもりっ!!（株式会社ソニー・コンピュータエンタテインメント（SCEI）
- テレビ朝日 ジングル「テレビ朝日5ちゃん」（2009.01 - 放送中）
- 『雪のくの一』 松本零士書き下ろしコミックス 主題歌「銀色の火」 作曲：Saitone（株式会社ソニーデジタル・エンタテイメント・サービス）

### イメージガール
- 2007 - 2009年 スーパー耐久 EXEDYサーキットレディ
- 2008年 SUPER GT CUSCOレーシングサーキットレディ
- 南海部品 イメージガール（2008.04~）
- PSPゲームソフト「ようこそひつじ村ポータブル」ひつじ隊 隊長（2009.05 - ）
- PSPゲームソフト「探偵 神宮寺三郎 灰とダイヤモンド」神宮寺Girls（2009.08 - ）
- オンラインゲーム WEB三国志 イメージガール・ゲーム出演（2010.03 - ）

### 書籍・ムック
- ティム・バートンの不思議な世界
- やばいぞ日本
- OTACOOL
- OTACOOL2
- 大人の科学 vol.27 テクノ工作セット 表紙・記事
- 大人の科学 AKARI折り紙
- ヲ乙女図鑑 2010年9月25日
- COSPLAY made in Japan（出版共同流通株式会社、2012年） ※モデルとして参加

### 雑誌
- GET ON!
- 月刊アフタヌーン
- Sabura
- SANKEI EXPRESS「Julieダイアリー」（2007）
- スコラ（2008.01）
- SPA!（2008.01）
- 週刊ヤングアニマル（2008.05）
- 週刊プレイボーイ（2009.05）
- 電撃PlayStation（2009.05）
- 週刊ファミ通（2009.05）
- ファミ通Wave DVD（2010.01）
- 週刊アスキー（2010.06）
- 週刊SPA!（2010.03.09号）
- 週刊SPA!（2010.8/17,24合併号）
- 特冊新鮮組DX（2010.10）
- BUBKA（2010.10）
- BLACK BOX「俺の嫁をつくってみた」連載中

### イベント出演
- 文化庁 メディア芸術祭（2010）
- GOOD DESIGN EXPO（2010）
- 電子工作コンテスト2010 特別審査員